# لوئیس بلانکو
لوئیس بلانکو (انگلیسی: Luis Blanco؛ زادهٔ ۱۵ ژانویهٔ ۱۹۹۰) بازیکن فوتبال اهل آندورا است.
از باشگاه‌هایی که در آن بازی کرده‌است می‌توان به اشاره کرد.
وی همچنین در تیم‌های ملی فوتبال Andorra national under-17 football team, Andorra national under-19 football team، زیر ۲۱ سال آندورا، و آندورا بازی کرده‌است.